# Judith Wilcox, Baroness Wilcox

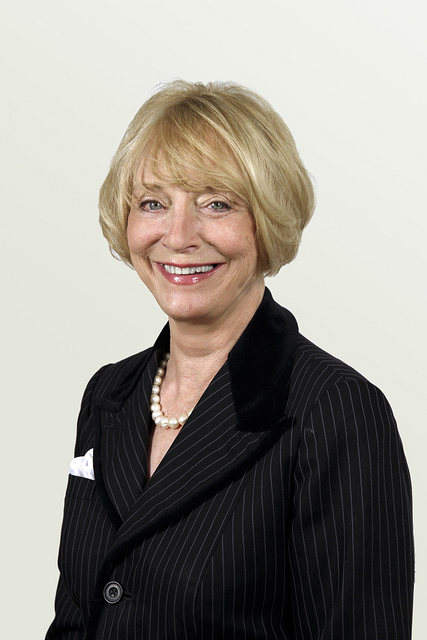
Judith Ann Wilcox, Baroness Wilcox

Judith Ann Wilcox, Baroness Wilcox (* 31. Dezember 1939) ist eine britische Politikerin (Conservative Party).

## Familie und Ausbildung
Wilcox wurde als Tochter von John Freeman und dessen Frau Elsie geboren. Ihre Ausbildung erhielt sie an der St. Dunstan's Abbey School in Plymouth, dem St Mary's Convent in Wantage und an der University of Plymouth. Sie war von 1961 bis 1986 in erster Ehe mit Keith Davenport verheiratet. Aus dieser Ehe ging 1963 ein Sohn hervor. Ihren zweiten Mann, Malcolm George Wilcox, heiratete sie 1986. Er verstarb jedoch noch im selben Jahr.

## Karriere
Nach Abschluss ihrer Ausbildung leitete Wilcox zunächst ein Familienunternehmen in Devon. Zwischen 1979 und 1994 nahm sie leitende Positionen in englischen und französischen Unternehmen der Lebensmittelbranche ein. Von 1990 bis 1996 war sie Vorsitzende des National Consumer Council. Zudem arbeitete sie in der von John Major aufgelegten Kampagne Citizen's Charter zur Verbesserung der Daseinsvorsorge mit. Seit 1996 ist sie Mitglied des House of Lords. Sie wurde am 16. Januar 1996 zur Life Peeress als Baroness Wilcox, of Plymouth in the County of Devon ernannt.
Von 2002 bis 2005 war sie Whip der Opposition. Als Sprecherin der Opposition war sie von 2003 bis 2005 für den Haushalt, von 2005 bis 2006 für das Cabinet Office und von 2006 bis 2008 für Handel und Industrie/Geschäfts-, Unternehmens- und Regulierungsreform verantwortlich. Seit 2008 ist sie Oppositionssprecherin für Energie und Klimawandel.
Sie ist seit 2004 stellvertretende Vorsitzende der Fischerei-Gruppe und seit dem 19. Januar 2009 Schattenministerin für Energie und Klimawandel.